# Comté de Clay (Texas)
Pour les articles homonymes, voir Comté de Clay.
Le comté de Clay, en anglais : Clay County, est un comté situé au nord-est de l'État du Texas aux États-Unis. Il est nommé en l'honneur de Henry Clay, homme d'État américain. Fondé le 24 décembre 1857, son siège de comté est la ville de Henrietta. Selon le recensement de 2020, sa population est de 10 218 habitants. Le comté a une superficie de 2 891 km2, dont 2 843 km2 est de terre.

## Organisation du comté
Le comté est fondé le 24 décembre 1857, à partir des terres du comté de Cooke. Son organisation est finalisée en 1860. Le 1er janvier 1863, le comté est désorganisé en raison des attaques d'Amérindiens et de la fuite des colons. Il est à nouveau organisé, définitivement, le 27 mai 1873. Il est baptisé à la mémoire de Henry Clay, sénateur des États-Unis pour le Kentucky.

## Géographie

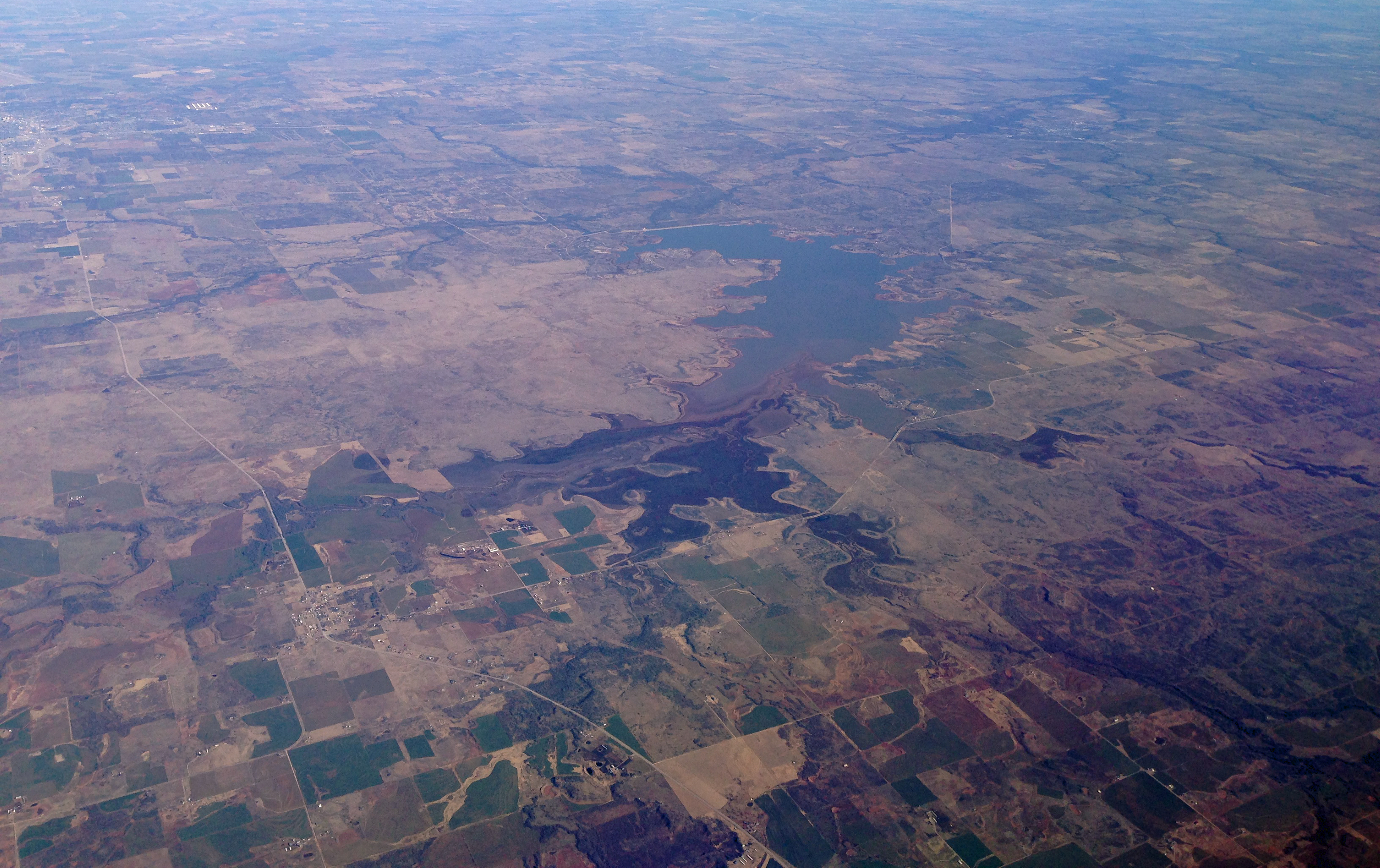
Vue aérienne du lac Arrowhead.

Le comté de Clay est situé dans le nord-est du Texas, aux États-Unis,. Il borde la rivière Rouge qui est la frontière naturelle entre les États du Texas et de l'Oklahoma. Il a une superficie totale de 2 892,3 km2, composée de 2 819,7 km2 de terres et de 72,6 km2 de zones aquatiques. Le terrain est presque plat à légèrement incliné. Environ un tiers du comté est constitué de terres agricole. La flore de la plus grande partie du comté est typique des Cross Timbers. L'angle nord-ouest du comté comprend des herbes hautes, des mesquites et des cactus.
L'altitude varie de 335 m, au sud-ouest, à 274 m, à l'est. La température moyenne est de 17,7 °C, variant de −2,2 °C à 11,7 °C, en janvier, à des températures situées entre 22,7 °C et 36,6 °C, en juillet. Les précipitations moyennes sont de 762 mm par an.

## Comtés adjacents
| Comté de Cotton                  | Comté de Jefferson |                   |
| Comté de Wichita, Comté d'Archer | comté de Clay      | Comté de Montague |
|                                  | Comté de Jack      |                   |

## Démographie
Lors du recensement de 2010, le comté comptait une population de 10 752 habitants. Elle est estimée, en 2017, à 10 421 habitants,.

Pyramide des âges du comté de Clay (2000).

| Groupes           | Comté de Clay | Texas | États-Unis |
| ----------------- | ------------- | ----- | ---------- |
| Blancs            | 95,1          | 70,4  | 72,4       |
| Métis             | 1,7           | 2,5   | 2,7        |
| Autres            | 1,3           | 10,6  | 6,4        |
| Amérindiens       | 1,1           | 0,7   | 0,9        |
| Afro-Américains   | 0,5           | 11,9  | 12,6       |
| Asiatiques        | 0,2           | 3,8   | 4,8        |
| Total             | 100           | 100   | 100        |
|                   |               |       |            |
| Latino-Américains | 4,3           | 37,6  | 16,7       |

### Source de la traduction
- (en) Cet article est partiellement ou en totalité issu de l’article de Wikipédia en anglais intitulé « Clay County, Texas » (voir la liste des auteurs).